# Albireo
Albireo oder β Cygni (Beta Cygni, kurz β Cyg) ist ein sehr enger Doppelstern (Komponenten Aa und Ac) und zudem ein optischer Doppelstern (Komponenten A und B) im Sternbild Schwan.
Albireo ist ein bekannter, schon in kleinen Teleskopen ab 5 cm Öffnung trennbarer Doppelstern. Er gilt als einer der schönsten Doppelsterne des Nordhimmels und ist ein beliebtes Beobachtungs- und Vorführobjekt bei Amateurastronomen, denn die Komponenten weisen einen auch visuell deutlich sichtbaren Farbkontrast auf – der Hauptstern erscheint gelb-orange, der Begleiter bläulich. Der Hauptstern Albireo A (β1 Cygni) ist 3,1 mag hell und besitzt die Spektralklasse K3 II. Der Begleiter Albireo B (β2 Cygni) weist eine Helligkeit von 5,1 mag auf und besitzt die Spektralklasse B8 Ve. Die Sterne haben einen Winkelabstand von 34,6″, der Begleiter nimmt zum Hauptstern einen Positionswinkel von 54° ein (Ep. 2020).
Albireo A ist aber auch ein enger physischer Doppelstern und besteht aus den Komponenten Albireo Aa (V = 3,18 ± 0,03 mag) und Albireo Ac (V = 5,82 ± 0,19 mag). Albireo Ac wurde 1976 bei Speckle-Interferometrie-Beobachtungen mit dem 2,1-Meter-Teleskop am Kitt-Peak-Nationalobservatorium entdeckt und liegt 0,3″ (Positionswinkel 52°, Ep. 2020) von Aa entfernt. Bahnberechnungen ergeben sehr unterschiedliche Umlaufzeiten, wie etwa 214 Jahre (Scardia u. a. 2008) oder 69 Jahre (Roberts & Mason 2018). 1978 wurde mit dem 1,93-m-Teleskop am Observatoire de Haute-Provence mittels Speckle-Interferometrie eine weitere Komponente im Abstand von nur 0,125″ zu Aa entdeckt, welche die Bezeichnung Albireo Ab trägt. Albireo Aa und Ab wurden erst zweimal erfolgreich aufgelöst (Stand 2018). Obwohl die Komponente Ac vor der Komponente Ab entdeckt wurde, wurde ihre Entdeckung erst nach der von Ab veröffentlicht, sodass die Bezeichnungen „Ab“ und „Ac“ scheinbar vertauscht sind.
2022 wurde eine weitere Komponente mit der Bezeichnung Albireo Ad entdeckt. Dieser Stern mit der sehr geringen Masse von 0,085 M⊙ umkreist  Albireo Aa in 371 Tagen.
Albireo Aa ist ein heller Riese vom Spektraltyp K2 oder K3 mit einer effektiven Temperatur von ca. 4270 K. Der genaue Spektraltyp von Albireo Ac ist wegen seiner Enge zu Aa schwer zu messen. Es liegen Spektraltyp-Bestimmungen wie B0 V (ten Brummelaar u. a. 2000) oder B8:p (Ginestet & Carquillat 2002) vor. Entsprechend stark würden sich die effektiven Temperaturen unterscheiden, nämlich 30 000 K im ersteren Fall oder ca. 12 500 K im letzteren Fall. Auf Grundlage von vorhandenen Bahnberechnungen und astrometrischen Daten (Hipparcos, Gaia DR2) wurde die Masse von Albireo Aa zu 0,7 M⊙ berechnet. Ein so kleiner Wert ist überraschend und erscheint zweifelhaft. Der typische Wert (laut Entwicklungsweg im HR-Diagramm) liegt bei über 5 M⊙. Bei Albireo B handelt es sich um einen Be-Hauptreihenstern mit einer Masse von 4,0 ± 0,8 M⊙ und einer effektiven Temperatur von 13 200 ± 600 K.
In mittelalterlichen arabischen Quellen wird Albireo als منقار الدجاجة / minqār ad-daǧāǧa erwähnt, was so viel wie „Schnabel der Henne“ bedeutet. Das Wort „Albireo“ dürfte aber auf das griechische Wort ornis („Vogel“) für das Sternbild Schwan im alten Griechenland zurückgehen und das Ergebnis von einer Reihe von Missverständnissen und Fehlübersetzungen sein. Die IAU hat am 20. Juli 2016 den Eigennamen Albireo als standardisierten Eigennamen nur für den Stern β1 Cygni festgelegt. Der Stern β2 Cygni hat demnach keinen Eigennamen.

## Optischer oder physischer Doppelstern?
Hinsichtlich der Frage, ob Albireo A und B einen optischen oder physischen Doppelstern bilden, zeigt die Datenlage ein uneinheitliches Bild. In der Vergangenheit ging man vornehmlich von einem physischen Doppelstern aus – schon deshalb, da es sehr unwahrscheinlich ist, dass zwei so helle Sterne (3,1 mag und 5,1 mag) rein zufällig so eng (0,01°) am Himmel beisammen liegen.
Mit Hipparcos (Hipparcos-Katalog, 1997) wurden Parallaxen von 8,46 ± 0,58 mas (Albireo A) und 8,67 ± 0,65 (Albireo B) mas gemessen, was Entfernungen von jeweils 386 ± 29 Lj und 376 ± 31 Lj entspricht. Innerhalb der Fehlerbalken ist also ein physischer Doppelstern denkbar. Andererseits wurden recht unterschiedliche Werte für die Eigenbewegungen von Albireo A (µα = −7,09 ± 0,52 mas/Jahr, µδ = −5,63 ± 0,66 mas/Jahr) und Albireo B (µα = −1,95 ± 0,52 mas/Jahr, µδ = −0,98 ± 0,66 mas/Jahr) gemessen. Laut modernen Gaia-Messungen (Gaia DR2, 2018) betragen die Parallaxen 9,95 ± 0,60 mas (Albireo A) und 8,38 ± 0,17 mas (Albireo B), woraus sich Entfernungen von jeweils 328 ± 21 Lj und 389 ± 8 Lj ergeben. Folglich läge ein optischer Doppelstern vor. Die tatsächliche Parallaxenungenauigkeit ist wahrscheinlich aber höher als der formale Fehler, da Gaia nicht zur Messung von sehr hellen Sternen (G < 6) ausgelegt ist und die enge Doppelsternnatur der Komponente A nicht berücksichtigt wird.
Eine Kurzstudie aus dem Jahr 2018 kommt nach der Analyse von Hipparcos- und Gaia-DR2-Daten zu dem Ergebnis, dass Albireo „höchstwahrscheinlich“ (most probably) ein optischer Doppelstern ist. Dies spricht jedoch nicht gegen einen gemeinsamen Ursprung der Komponenten, z. B. als Mitglieder eines sich auflösenden Bewegungshaufens.